# Bahnhof Miskolc-Tiszai

Der Bahnhof Miskolc-Tiszai („Miskolc Theissbahnhof“) ist der größte Personenbahnhof der ungarischen Stadt Miskolc. Er erhielt seinen Namen von der k.k. privilegierten Theiss-Eisenbahn, ungarisch: Tiszavidéki Vasút, die ihn 1859 mit ihrer Bahnstrecke Debrecen–Miskolc in Betrieb nahm. Zwischen 1910 und 1959 hieß er Miskolc személy pályaudvar („Miskolc Personenbahnhof“).

## Lage
Der Bahnhof Miskolc-Tiszai befindet sich zwei Kilometer östlich der Innenstadt von Miskolc, dem Sitz des Komitats Borsod-Abaúj-Zemplén. Er ist ein Knotenpunkt an der ringförmig von der Hauptstadt Budapest durch Ostungarn verlaufenden elektrifizierten Hauptbahn, die sich unter anderem aus den Teilstrecken Hatvan–Miskolc-Tiszai und Miskolc-Tiszai–Debrecen zusammensetzt. Außerdem ist er Ausgangspunkt zweier Strecken in die Slowakei, nach Košice und nach Fiľakovo.

## Betrieb

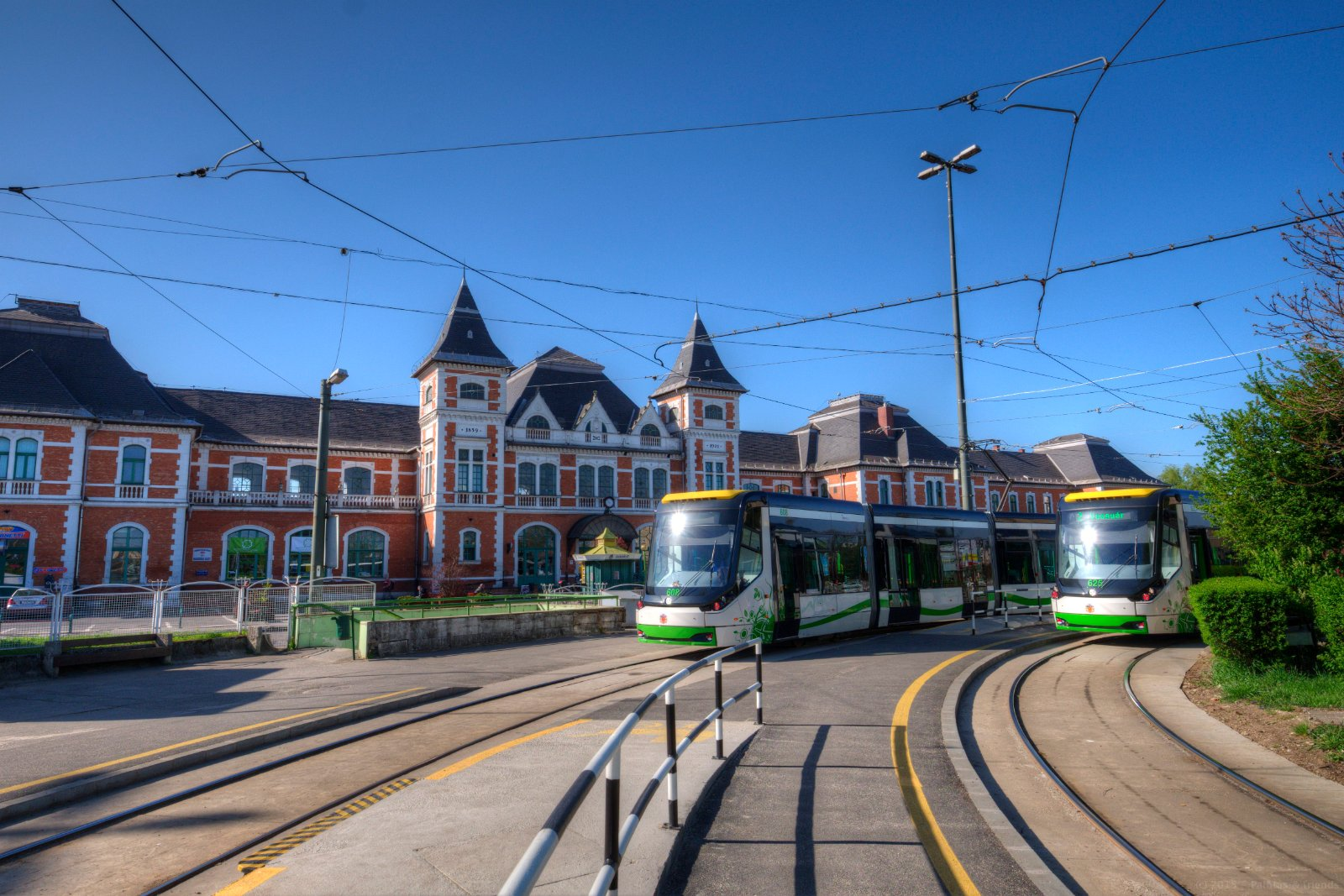
Bahnhofsvorplatz mit Straßenbahn (2018)

Von Füzesabony über Miskolc-Tiszai und Szerencs nach Nyíregyháza verkehren stündlich Personenzüge, gebildet aus mit Elektrolokomotiven der Reihe V43 bespannten Wagenzügen oder Elektrotriebzügen der Reihen BDVmot oder Stadler Flirt. Zweistündlichen verkehrt zudem die InterCity-Linie Tokaj ringförmig von Budapest-Keleti über Hatvan, Miskolc-Tiszai, Nyíregyháza, Debrecen und Szolnok nach Budapest-Nyugati sowie Gegenrichtung.
Ebenfalls zweistündlich fährt der grenzüberschreitende InterCity Hernád Budapest-Keleti–Miskolc-Tiszai–Hidasnémeti–Košice, welcher Kurswagen mitführt, die ab Miskolc-Tiszai als InterCity Zemplén nach Sátoraljaújhely verkehren. In Richtung Hidasnémeti sowie Ózd über Bánréve fahren zweistündlich – in der Hauptverkehrszeit stündlich – Personenzüge. Dabei werden nach Ózd Dieseltriebwagen der Reihe Bzmot eingesetzt; die Züge nach Hidasnémeti verkehren lokbespannt, teilweise kommen dabei slowakische Zweisystemlokomotiven der Reihe 362 zum Einsatz. Grenzüberschreitender Nahverkehr in die Slowakei findet weder über Bánréve noch über Hidasnémeti hinaus statt.